# Anatotitan
Anatotitan ("anktitan") är ett släkte av hadrosaurider från slutet av kritperioden i det som idag är Nordamerika. Det var en väldigt stor fågelhöftad dinosaurie, då den nådde upp till mellan 10 och 13 meter i längd. Dessutom hade den ett extremt långt och lågt kranium. Anatotitan uppvisar en av de mest slående exemplaren av "anknäbbar" som är vanlig hos hadrosaurier. Den kan ha varit en snabb sprinter.

## Kvarlevor
Denna dinosaurie är känd från minst fem exemplar, vilka upptäcktes i de amerikanska staterna South Dakota och Montana. Flera av dessa exemplar har kompletta skelett med välbevarade kranier. Flera unika drag nyttjades för att separera Anatotitan från andra hadrosaurier då den beskrevs för första gången, och många av dem relaterar till dess enorma skalle. Med en längd på över 1,18 m är den längre och lägre proportionellt med många andra kända hadrosaurier. Proportionerna hos änden av "anknäbben" är också större än hos andra hadrosaurier, det vill säga att den nästan är bredare än skallen själv. I munhålan finns ett stort diastema, eller tandlöst avsnitt, som också är större än hos andra hadrosaurier.
Kvarlevor av Anatotitan har bevarats i Hell Creek- och Lance-formationerna, vilka dateras till yngre maastrichtskedet under yngre krita. Denna epok representerar de sista tre miljoner åren innan dinosauriernas utdöende (68 till 65 miljoner år sedan).

## Historia av klassificering
Som många andra dinosaurier har Anatotitan haft en lång och en aning förbryllande taxonomisk historia. Holotypen (originalexemplaret) bestod av ett komplett kranium och skelett som hittades år 1882 av den berömde amerikanske paleontologen Edward Drinker Cope. Kraniet och underkäken var intakta, vilket beredde de första goda bevisen för en häpnadsväckande varelse, tämligen olik den europeiska Iguanodon, den föregående modellen för hadrosaurierna. Cope hade tidigare upptäckt andra exemplar av "anknäbbade dinosaurier" (en term Cope själv aldrig använde) och placerat dem inom släktet Diclonius. Diclonius bestämdes vara en synonym med Trachodon år 1902. Två av dessa exceptionellt fullständiga exemplar monterades upp sida vid sida i American Museum of Natural History i New York under namnet Trachodon mirabilis. Denna montering blev väldigt berömd.
Under tiden hittades ännu en hadrosaurie i västra USA, vilken Othniel Charles Marsh döpte till Claosaurus annectens år 1892. Emellertid insåg paleontologerna Richard Swann Lull och Nelda Wright år 1942 att denna art var väldigt olik typarten av Claosaurus och att den behövde ett eget namn. De skapade det nya släktet Anatosaurus ("anködla") och gjorde Marsh art till typarten, kallad Anatosaurus annectens. Dessutom kom Lull och Wright till insikt om att arten Trachodon mirabilis ursprungligen baserades på enbart en tand och att de tre skeletten som remitterades till tanden år 1902 inte ovillkorligen tillhörde samma art. En ny art skapades av dem, vilken kallades Anatosaurus copei, döpt efter Edward Drinker Cope som ursprungligen beskrev arten.

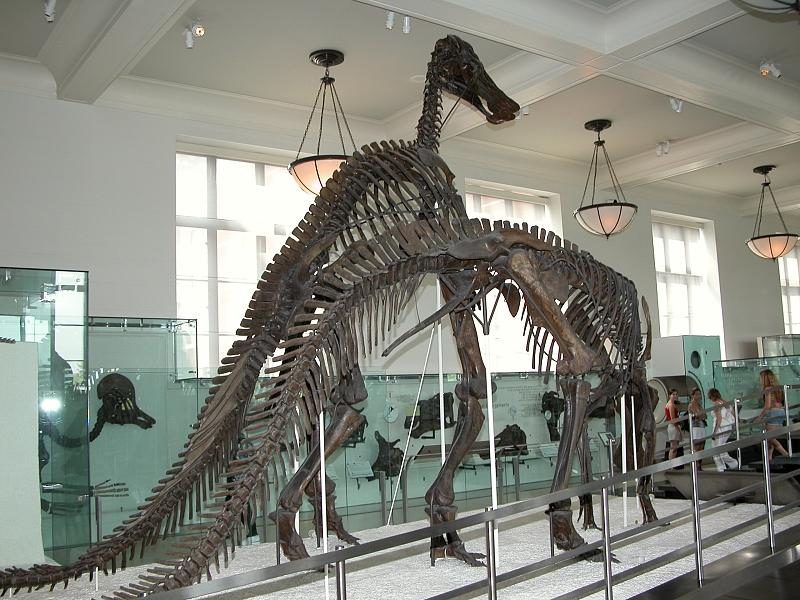
Två monterade exemplar av Anatotitan copei på American Museum of Natural History, New York.

De flesta av dagens paleontologer inkluderar nu Anatosaurus annectens i släktet Edmontosaurus som arten Edmontosaurus annectens. Dock talade paleontologerna Ralph Chapman och Michael Brett-Surman 1990 för att Anatosaurus copei var så olik Edmontosaurus för att den skulle kunna tillhöra ett eget släkte. Eftersom typarten av Anatosaurus redan blivit en synonym med Edmontosaurus behövdes ett nytt släktnamn. De skapade namnet Anatotitan, vilket kommer från latinets anas ("anka") och grekiskans Titan (titaner var en ras av mytologiska gudomliga jättar). Detta namn hänvisar både till djurets storlek samt till dess breda "anknäbb".
Namnet Anatotitan publicerades första gången i fil. dr tesen av Brett-Surman, men teser räknas inte som officiella publikationer enligt ICZNs föreskrifter. Därmed kom den första officiella publikationen om namnet år 1990 i en separat vetenskaplig artikel skriven av Chapman och Brett-Surman.
Idag fortsätter debatten om Anatotitan copei skall tillhöra sitt eget släkte eller om den skall vara en art av Edmontosaurus. Vissa forskare tror att exemplaren av Anatotitan faktiskt är individer tillhörande Edmontosaurus annectens, vars kranium krossats under bevarandet och därmed verkar vara mycket längre och lägre än det verkligen var (Horner o. a., 2004).
Vare sig Anatotitan och Edmontosaurus var separata släkten eller inte, var de båda mycket nära släkt med varandra och båda medlemmar av underfamiljen Hadrosaurinae inom familjen Hadrosauridae. Shantungosaurus är en annan gigantisk hadrosaurie från Kina som också kan ha varit släkt med dessa nordamerikanska dinosaurier.

## Anatotitan inom populärkultur
Även om Anatotitan inte är lika välkänd som andra släktingar har den uppträtt emellanåt inom populärkulturen och media. Anatotitan medverkade i den sista delen av BBCs dokumentärserie Dinosauriernas tid, "En dynasti går under". Regissören och TV-producenten Jasper James framställde den som den sista arten av anknäbbade dinosaurier och som bytesdjur för theropoden Tyrannosaurus. Anatotitan figurerade också i naturfilmen When Dinosaurs Roamed America ("När dinosaurierna härskade i Amerika" på svenska) som en fredlig växtätande art.